# Pic de la Tribuna
El Pic de la Tribuna és una muntanya de 2.493,5 m d'altitud situada en el límit entre el Capcir i el Donasà, al Llenguadoc (Occitània), entre els termes comunals de Font-rabiosa i d'Artigues. Està situat a la zona nord-oest del terme comunal de Font-rabiosa, a l'extrem sud del d'Artigues, pertanyent al Donasà, del Llenguadoc occità. És a la Serra dels Castellets, a l'est de la Portella del Llaurentí i al nord-est de l'Estany de la Portella d'Orlú.